# 李祉川
李祉川（1907年—1995年），原名金沂，字福源，男，祖籍广东香山，生于上海，中国化工机械专家，曾任大连化学工业公司副总工程师，大连市人大常委会副主任。